# Ajoie

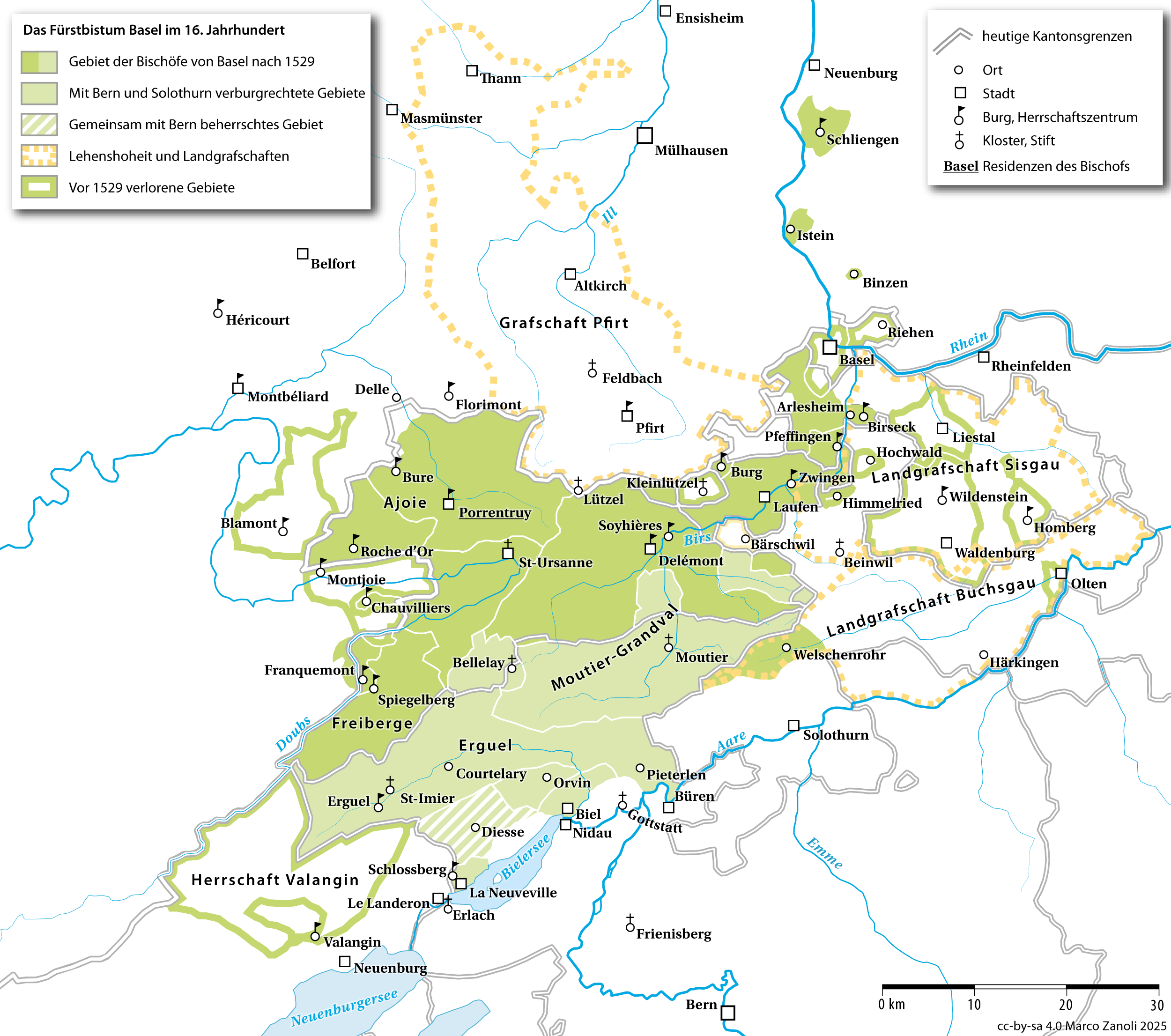
Prinsbisdom Bazel, met westelijk gelegen: Elsgau (Duits) of Ajoie (Frans)

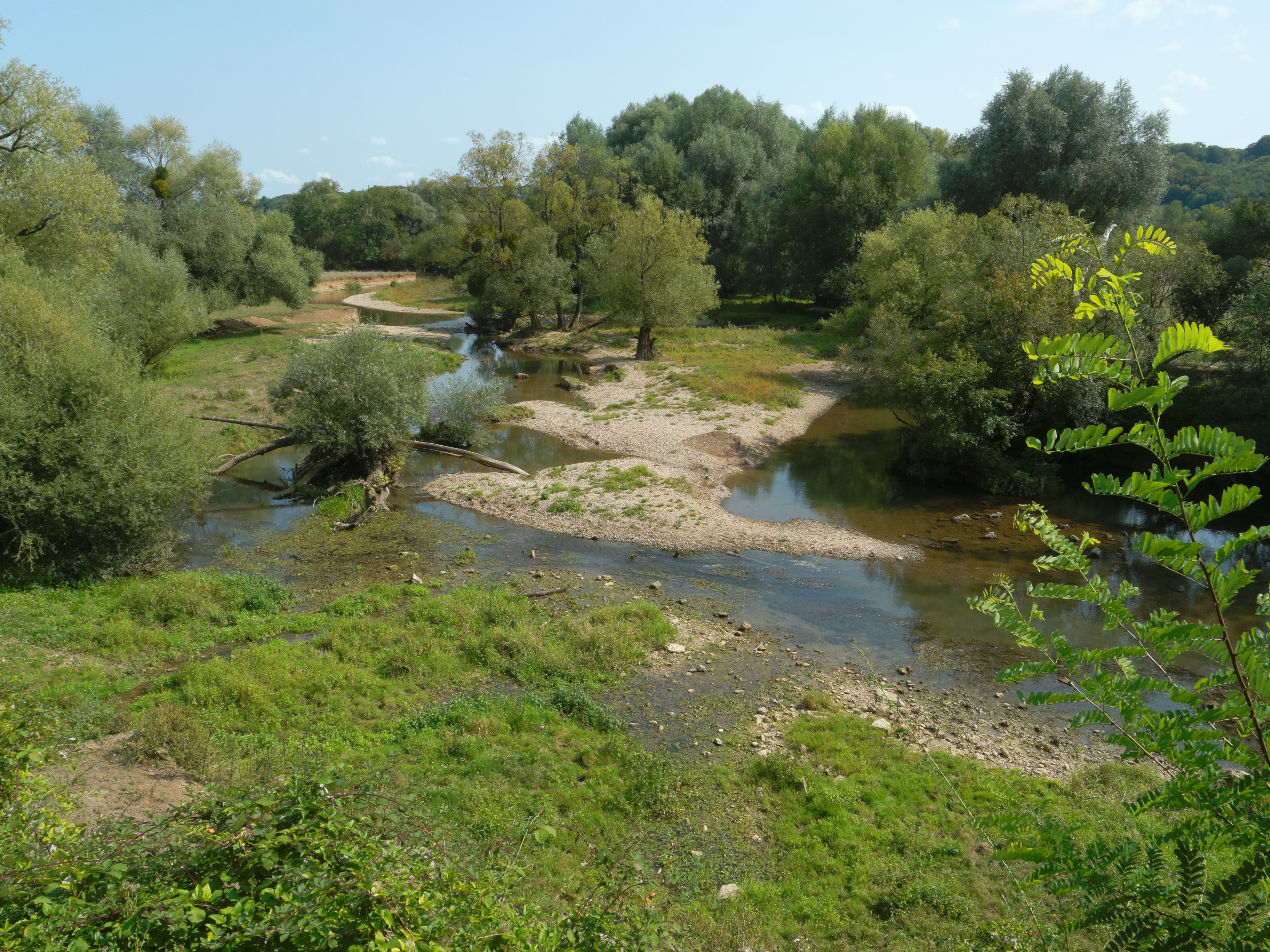
Rivier Allaine/Allan in Ajoie

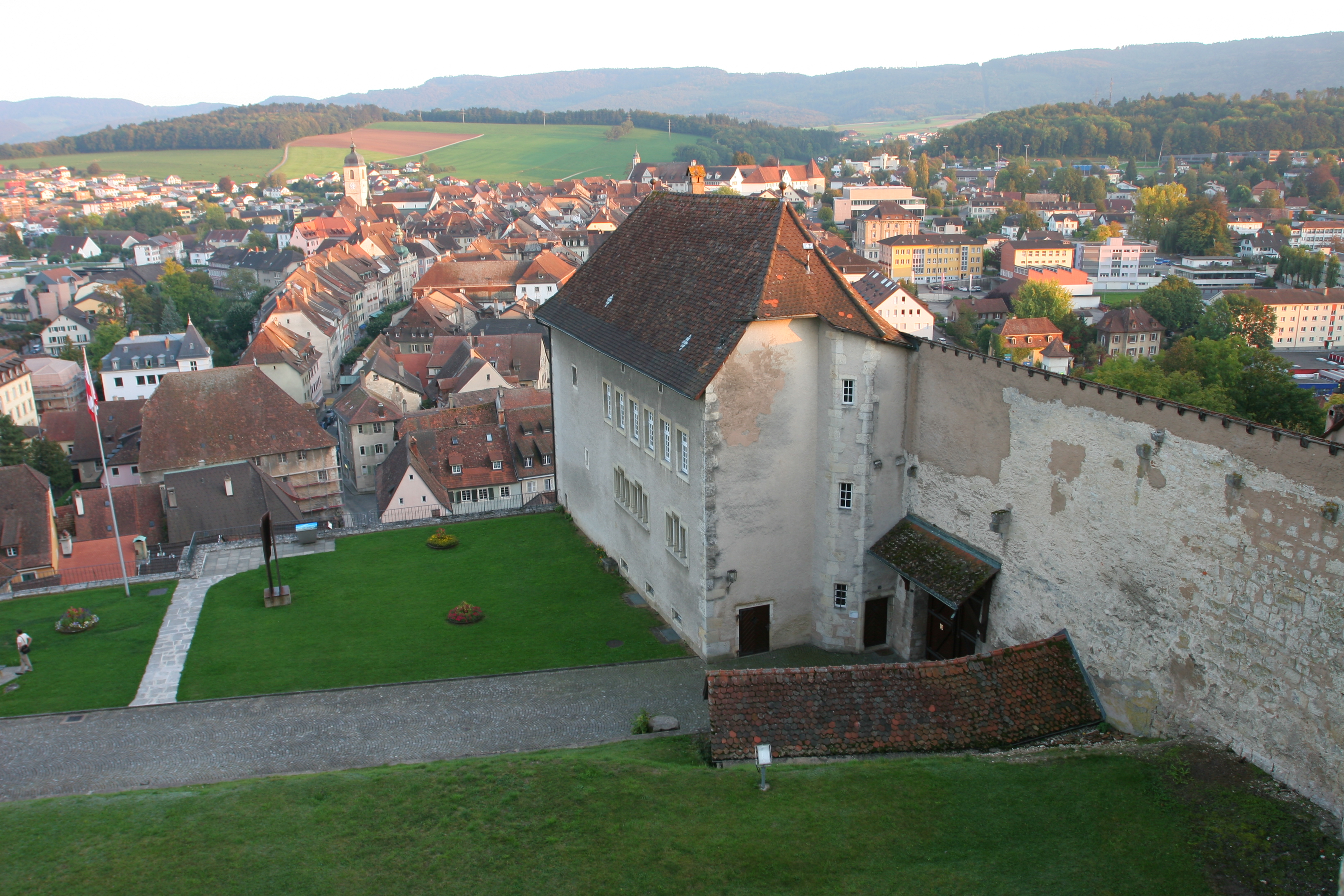
Voormalig kasteel van de prins-bisschoppen van Bazel in Porrentruy, Zwitserland

Ajoie was een heerlijkheid in het prinsbisdom Bazel, ten tijde van het Rooms-Duitse Rijk. Ajoie is thans een landstreek in het Zwitserse kanton Jura en komt zowat overeen met het district Porrentruy. De hoofdplaats van Ajoie is de stad Porrentruy. Ajoie maakt deel uit van het Juragebergte.

## Naamgeving
Ajoie wordt ook genoemd in het Frans Pays de Porrentruy, omwille van de hoofdplaats Porrentruy. Etymologisch is er verwantschap met de rivier die stroomt door de stad Porrentruy en Ajoie doormidden snijdt, namelijk de Allaine/Allan. Ajoie betekent dan zoveel als het stroomgebied van deze rivier, die verder uitmondt in de Doubs. Na de Franse Revolutie was de naam kortstondig Rauraakse Republiek (1792).
In het Duits sprak men vroeger van Elsgau (Rooms-Duitse Rijk) en later van Pruntruter Zipfel, wat verwijst naar de Duitse naam van Porrentruy: Pruntrut.

## Historiek

### Middeleeuwen
In 732 vermeldden de kronieken van het abdijvorstendom Murbach, in de Elzas en ver daarbuiten, de heerlijkheid Ajoie. Dit is de eerste vermelding van Ajoie. De naam in het Latijn was destijds pagus Alsegaugensis. 
Door latere verdelingen van het koninkrijk Bourgondië geraakte Ajoie in de handen van de prins-bisschoppen van Bazel (999). Dit gaf een kerkelijke anomalie want het gebied behoorde tot het aartsbisdom Besançon (met uitzondering van het dorp La Baroche dat Bazels was). De wereldlijke heerser was derhalve eeuwenlang de prins-bisschop van Bazel. Ajoie lag in de meest westelijke uithoek van het prinsdom. In 1283 bezette de graaf van Montbéliard Porrentruy doch keizer Rudolf I van Habsburg verjoeg hem uit de stad. Honderd jaar later, in 1386, moest de prins-bisschop van Bazel Ajoie verkopen aan de graaf van Montbéliard. Zo kon de graaf zijn grondgebied uitbreiden omwille van de schuldenberg in Bazel. In 1461 kocht Jan V van Venningen, prins-bisschop van Bazel, Ajoie terug.

### Nieuwe Tijd
Vanaf 1528 werd het kasteel van Porrentruy uitgebouwd als residentie van de prins-bisschoppen van Bazel. Dezen kwamen nog zelden in de stad Bazel. Tijdens de Dertigjarige Oorlog werd dorpen in Ajoie verwoest door Franse en Zweedse troepen. Pas in het jaar 1650 verliet de laatste buitenlandse soldaat het kasteel van Porrentruy.
In het jaar 1779 werd de kerkelijke anomie in Ajoie opgeheven. De prins-bisschop van Bazel werd ook kerkelijk hoofd van Ajoie ten nadele van Besançon; in ruil gaf Bazel 20 parochies in de Elzas aan het aartsbisdom Besançon.

### Nieuwste Tijd
In 1792, kort na de Franse Revolutie, riep het stadsbestuur van Porrentruy de onafhankelijkheid van Ajoie uit. De naam van het land(je) was république rauracienne of de Rauraakse Republiek (1792). De Fransen annexeerden Ajoie het jaar daarop (1793-1815). Dit gold ook voor naburige het graafschap Montbéliard. Met het congres van Wenen (1815) wezen de Europese mogendheden Ajoie toe aan de Zwitserse Confederatie, meer bepaald aan het kanton Bern. Bij de afscheuring en de creatie van het Franstalige kanton Jura (1979) werd Ajoie ten slotte deel van Jura.